# Daniel Island (Antarktika)
Daniel Island ist eine kleine Felseninsel im Archipel der Windmill-Inseln vor der Budd-Küste des ostantarktischen Wilkeslands. Sie liegt südlich der Insel Honkala Island und markiert das südliche Ende der Swain-Inseln.
Die Insel wurde grob anhand von Luftaufnahmen der US-amerikanischen Operation Highjump (1946–1947) kartiert. 1957 erfolgte eine Messung durch eine Mannschaft der Wilkes-Station, zu der auch der US-amerikanische Polarforscher Carl R. Eklund (1909–1962) gehörte. Eklund benannte die Insel nach David Daniel (* 1934) von der United States Navy, Koch der Unterstützungseinheit für die Überwinterungsmannschaft auf der Wilkes-Station während des Internationalen Geophysikalischen Jahres (1957–1958).